# 1845 en philosophie
Chronologie de la philosophie
- 1841
- 1842
- 1843
- 1844
- 1845
- 1846
- 1847
- 1848
- 1849

L’année 1845 a été marquée, en philosophie, par les événements suivants :

## Publications
- Du dandysme et de George Brummell, à la fois biographie et essai philosophique de Jules Barbey d'Aurevilly.
- L'article « Esthétique » de Charles Magloire Bénard, le traducteur français de Hegel, dans son Dictionnaire des sciences philosophiques marque l'entrée du mot esthétique dans un dictionnaire philosophique[1].
- Première publication des Œuvres complètes de Jeremy Bentham.
- Fragments de philosophie cartésienne de Victor Cousin.
- Das Wesen der Religion (L’Essence de la religion) de Ludwig Feuerbach.
- Méthode pour arriver à la Vie heureuse, traduction en français par François Bouillier de l'ouvrage de Johann Gottlieb Fichte Anweisung zum seeligen Leben publié en 1806.

## Naissances
- 28 juillet : Émile Boutroux, philosophe et historien de la philosophie français, mort en 1921.
- 15 novembre : Vasile Conta, philosophe, juriste et ministre de l'Éducation roumain, mort en 1882.

## Décès
- 22 janvier : Pierre Hyacinthe Azaïs, philosophe français, né en 1766.
- 22 juillet : Séverin de Cardaillac, philosophe et professeur de philosophie français, né en 1766.